# Polska na Igrzyskach Frankofońskich 2013
Polskę na Igrzyskach Frankofońskich 2013 reprezentowało 54 sportowców.

## Zdobyte medale
| Medale według sportów | Medale według sportów | Medale według sportów | Medale według sportów | Medale według sportów |
| Sport                 | złoto                 | srebro                | brąz                  | W sumie               |
| --------------------- | --------------------- | --------------------- | --------------------- | --------------------- |
| Lekkoatletyka         | 7                     | 3                     | 1                     | 11                    |
| Judo                  | 2                     | 1                     | 1                     | 4                     |
| Zapasy                | 1                     | 0                     | 8                     | 9                     |
| Tenis stołowy         | 0                     | 0                     | 3                     | 3                     |
| W sumie               | 10                    | 4                     | 13                    | 27                    |

| Medal  | Zawodnik                      | Dyscyplina    | Konkurencja    | Rezultat  | Data        |
| ------ | ----------------------------- | ------------- | -------------- | --------- | ----------- |
| Złoto  | Sebastian Jezierzański        | zapasy        | 84 kg          | 5:0       | 8 września  |
| Złoto  | Paweł Fajdek                  | lekkoatletyka | rzut młotem    | 78,28     | 10 września |
| Złoto  | Tomasz Majewski               | lekkoatletyka | pchnięcie kulą | 20,18     | 10 września |
| Złoto  | Adrian Strzałkowski           | lekkoatletyka | skok w dal     | 7,99      | 11 września |
| Złoto  | Łukasz Grzeszczuk             | lekkoatletyka | rzut oszczepem | 78,62     | 12 września |
| Złoto  | Anna Jagaciak                 | lekkoatletyka | skok w dal     | 6,68      | 12 września |
| Złoto  | Joanna Jaworska               | judo          | +78 kg         | 1001-0100 | 13 września |
| Złoto  | Katarzyna Furmanek            | judo          | -78 kg         | 100-000   | 13 września |
| Złoto  | Anita Włodarczyk              | lekkoatletyka | rzut młotem    | 75,62     | 13 września |
| Złoto  | Anna Jagaciak                 | lekkoatletyka | trójskok       | 13,92     | 14 września |
| Srebro | Justyna Kasprzycka            | lekkoatletyka | skok wzwyż     | 1,88      | 11 września |
| Srebro | Teresa Dobija                 | lekkoatletyka | skok w dal     | 6,66      | 12 września |
| Srebro | Damian Nasiadko               | judo          | +100 kg        | 000-100   | 13 września |
| Srebro | Krzysztof Żebrowski           | lekkoatletyka | bieg na 1500 m | 3:57,58   | 14 września |
| Brąz   | Adam Bieńkowski               | zapasy        | 55 kg          | 3:1       | 8 września  |
| Brąz   | Katarzyna Michalak            | zapasy        | 55 kg          | 3:1       | 8 września  |
| Brąz   | Weronika Maleszka             | zapasy        | 67 kg          | –         | 9 września  |
| Brąz   | Katarzyna Mądrowska           | zapasy        | 59 kg          | 5:0       | 9 września  |
| Brąz   | Sara Jezierzańska             | zapasy        | 51 kg          | –         | 9 września  |
| Brąz   | Michał Bankosz Maja Krzewicka | tenis stołowy | mikst          | 0:3       | 9 września  |
| Brąz   | Kamil Wojciechowski           | zapasy        | 96 kg          | 5:0       | 9 września  |
| Brąz   | Michał Bankosz Maja Krzewicka | tenis stołowy | zespół         | 0:2       | 9 września  |
| Brąz   | Paulina Grabowska             | zapasy        | 63 kg          | 5:0       | 10 września |
| Brąz   | Andrzej Sokalski              | zapasy        | 74 kg          | 5:0       | 10 września |
| Brąz   | Angelika Cichocka             | lekkoatletyka | bieg na 1500 m | 4:19,37   | 12 września |
| Brąz   | Grzegorz Lewiński             | judo          | 66 kg          | 0113-0001 | 11 września |
| Brąz   | Maja Krzewicka                | tenis stołowy | kobiety        | 0:3       | 13 września |

## Reprezentanci

### Lekkoatletyka

#### Kobiety
| Konkurencja                | Zawodniczka            | Eliminacje | Eliminacje | Finał    | Finał   |
| Konkurencja                | Zawodniczka            | Rezultat   | Pozycja    | Rezultat | Pozycja |
| -------------------------- | ---------------------- | ---------- | ---------- | -------- | ------- |
| Bieg na 800 m              | Angelika Cichocka      | 2:04,76    | 3. q       | 2:04,04  | 6.      |
| Bieg na 800 m              | Joanna Jóźwik          | 2:05,94    | 5. Q       | 2:03,76  | 5.      |
| Bieg na 1500 m             | Angelika Cichocka      | —          | —          | 4:19,37  | brąz    |
| Bieg na 1500 m             | Katarzyna Broniatowska | —          | —          | 4:21,22  | 5.      |
| Bieg na 1500 m             | Danuta Urbanik         | —          | —          | 4:21,87  | 6.      |
| Bieg na 100 m przez płotki | Karolina Kołeczek      | 14,13      | 8. q       | 14,08    | 8.      |
| Bieg na 100 m przez płotki | Katarzyna Świostek     | 14,37      | 14.        | NQ       | NQ      |
| Bieg na 400 m przez płotki | Joanna Linkiewicz      | 58,61      | 4. Q       | 57,99    | 4.      |
| Skok w dal                 | Anna Jagaciak          | —          | —          | 6,68     | złoto   |
| Skok w dal                 | Teresa Dobija          | —          | —          | 6,66     | srebro  |
| Skok w dal                 | Karolina Błażej        | —          | —          | 6,11     | 8.      |
| Trójskok                   | Anna Jagaciak          | —          | —          | 13,92    | złoto   |
| Trójskok                   | Anna Zych              | —          | —          | DNS      | –       |
| Skok wzwyż                 | Justyna Kasprzycka     | —          | —          | 1,88     | srebro  |
| Rzut młotem                | Anita Włodarczyk       | —          | —          | 75,62    | złoto   |
| Rzut młotem                | Joanna Fiodorow        | —          | —          | 67,53    | 6.      |

#### Mężczyźni
| Konkurencja        | Zawodnik              | Eliminacje | Eliminacje | Finał    | Finał   |
| Konkurencja        | Zawodnik              | Rezultat   | Pozycja    | Rezultat | Pozycja |
| ------------------ | --------------------- | ---------- | ---------- | -------- | ------- |
| Bieg na 1500 m     | Krzysztof Żebrowski   | 3:46,27    | 3. Q       | 3:57,58  | srebro  |
| Skok w dal         | Adrian Strzałkowski   | —          | —          | 7,99     | złoto   |
| Skok w dal         | Krzysztof Lewandowski | —          | —          | 4,65     | 13.     |
| Trójskok           | Karol Hoffmann        | —          | —          | 16,66    | 4.      |
| Trójskok           | Michał Lewandowski    | —          | —          | 16,20    | 7.      |
| Pchnięcie kulą     | Tomasz Majewski       | —          | —          | 20,18    | złoto   |
| Pchnięcie kulą     | Dominik Witczak       | —          | —          | 18,21    | 7.      |
| Rzut oszczepem     | Łukasz Grzeszczuk     | —          | —          | 78,62    | złoto   |
| Rzut młotem        | Paweł Fajdek          | —          | —          | 78,28    | złoto   |
| Sztafeta 4 × 100 m |                       | —          | —          | DNS      | –       |

### Koszykówka
- Zuzanna Sklepowicz
- Sylwia Bujniak
- Angelika Stankiewicz
- Monika Naczk
- Patrycja Wołosiuk
- Amalia Rembiszewska
- Jowita Ossowska
- Julia Tyszkiewicz
- Martyna Pyka
- Aleksandra Wajler
- Natalia Gwarda
- Joanna Grymek

Faza grupowa
| Lp. | Drużyna                  | M | Mecze | Mecze | Kosze | Kosze | Kosze | Punkty |
| Lp. | Drużyna                  | M | W     | P     | +     | -     | +/-   | Punkty |
| --- | ------------------------ | - | ----- | ----- | ----- | ----- | ----- | ------ |
| 1.  | Wybrzeże Kości Słoniowej | 2 | 1     | 1     | 115   | 101   | +14   | 3      |
| 2.  | Quebec                   | 2 | 1     | 1     | 126   | 114   | +12   | 3      |
| 3.  | Polska                   | 2 | 1     | 1     | 98    | 124   | -26   | 3      |

Faza pucharowa
| Etap                | Przeciwnik | Wynik | Miejsce |
| ------------------- | ---------- | ----- | ------- |
| Mecz o miejsce 9-12 | Senegal    | 70-59 | 9.      |
| Mecz o miejsce 9-10 | Szwajcaria | 57-43 | 9.      |

### Judo

#### Kobiety
| Zawodniczka        | Konkurencja | Eliminacje                 | Ćwierćfinały                 | Półfinały                              | Repesaż 1                   | Repesaż 2        | Finał                      | Finał   |
| Zawodniczka        | Konkurencja | Przeciwnik Wynik           | Przeciwnik Wynik             | Przeciwnik Wynik                       | Przeciwnik Wynik            | Przeciwnik Wynik | Przeciwnik Wynik           | Pozycja |
| ------------------ | ----------- | -------------------------- | ---------------------------- | -------------------------------------- | --------------------------- | ---------------- | -------------------------- | ------- |
| Karolina Talach    | -70 kg      | bye                        | Alix Renaud-Roy P 000-1010   | NQ                                     | Désirée Gabriel P 0001-1001 | NQ               | NQ                         | 8.      |
| Katarzyna Furmanek | -78 kg      | Marie Yvonne Aad W 110-000 | Christelle Garry W 0023-0011 | Anna Laura Portuondo Isaso W 0221-0001 | —                           | —                | Sarra Mzougui W 100-000    | złoto   |
| Joanna Jaworska    | +78 kg      | —                          | —                            | Manuella Volcere W 000-0000            | —                           | —                | Sahar Trabelsi W 1001-0100 | złoto   |

#### Mężczyźni
| Zawodnik          | Konkurencja | Eliminacje                  | Ćwierćfinały                | Półfinały                            | Repesaż 1                      | Repesaż 2                     | Repesaż 3                 | Finał                    | Finał   |
| Zawodnik          | Konkurencja | Przeciwnik Wynik            | Przeciwnik Wynik            | Przeciwnik Wynik                     | Przeciwnik Wynik               | Przeciwnik Wynik              | Przeciwnik Wynik          | Przeciwnik Wynik         | Pozycja |
| ----------------- | ----------- | --------------------------- | --------------------------- | ------------------------------------ | ------------------------------ | ----------------------------- | ------------------------- | ------------------------ | ------- |
| Grzegorz Lewiński | -66 kg      | bye                         | Joshua Shannon W 0210-0000  | Vincent Vallee P 0013-011            | —                              | —                             | Cédric Bessi W 0113-0001  | NQ                       | brąz    |
| Jacek Brysz       | -73 kg      | Surik Garnikyan W 0000-0001 | Jonathan Allardon P 000-022 | NQ                                   | Fred Yannick Uwase W 1011-0002 | Beaucicau Robenson W 100-0002 | Hamza Barhomi P 0000-1131 | NQ                       | 5.      |
| Damian Nasiadko   | +100 kg     | —                           | —                           | Vladut George Simionescu W 1002-0100 | —                              | —                             | —                         | El Mehdi Malki P 000-100 | srebro  |

### Zapasy

#### Kobiety
| Zawodniczka         | Konkurencja | Ćwierćfinał               | Półfinał                  | Repesaż 1                 | Repesaż 2                      | Finał            | Finał   |
| Zawodniczka         | Konkurencja | Przeciwnik Wynik          | Przeciwnik Wynik          | Przeciwnik Wynik          | Przeciwnik Wynik               | Przeciwnik Wynik | Pozycja |
| ------------------- | ----------- | ------------------------- | ------------------------- | ------------------------- | ------------------------------ | ---------------- | ------- |
| Aleksandra Michałek | -48 kg      | Tabatha Grunewald W 5-0   | Madalina Linguraru P 0-4  | —                         | Jasmine Mian P 1-4             | NQ               | 5.      |
| Sara Jezierzańska   | -51 kg      | Isabelle Ladeveze P 1-4   | Vanessa Joyce Brown P 0-5 | Rosalie Benie Tanoh W 4-1 | —                              | —                | brąz    |
| Katarzyna Michalak  | -55 kg      | Mobunga Wanya W 5-0       | Tatiana Debien P 1-3      | —                         | Hang Hassou Hagada W 3-1       | NQ               | brąz    |
| Katarzyna Mądrowska | -59 kg      | Emilie Dufour W 4-1       | Michelle Fazzari P 0-5    | —                         | Milovitch-Sera Elizabeth W 5-0 | NQ               | brąz    |
| Paulina Grabowska   | -63 kg      | Linda Morais P 0-4        | NQ                        | Sambou Anta W 5-0         | NQ                             | NQ               | brąz    |
| Weronika Maleszka   | -67 kg      | Berthe Etane Ngolle P 0-4 | Beatrice Oancea P 1-4     | Cezartine Diatta W 5-0    | —                              | —                | brąz    |

#### Mężczyźni
| Zawodnik               | Konkurencja | Eliminacje              | Ćwierćfinał                      | Półfinał                  | Repesaż 1              | Repesaż 2                   | Finał             | Finał   |
| Zawodnik               | Konkurencja | Przeciwnik Wynik        | Przeciwnik Wynik                 | Przeciwnik Wynik          | Przeciwnik Wynik       | Przeciwnik Wynik            | Przeciwnik Wynik  | Pozycja |
| ---------------------- | ----------- | ----------------------- | -------------------------------- | ------------------------- | ---------------------- | --------------------------- | ----------------- | ------- |
| Adam Bieńkowski        | -55 kg      | —                       | Chakir Ansari W 4-1              | Gikinyan Ohan P 0-4       | —                      | Bienvenu Andriamalala W 3-1 | NQ                | brąz    |
| Paweł Albinowski       | -66 kg      | Morgan St-Laurent W 4-0 | Cedric Hudson P 0-4              | NQ                        | —                      | —                           | NQ                | 5.      |
| Andrzej Sokalski       | -74 kg      | Cleopas Ncube P 1-4     | NQ                               | NQ                        | Nariman Irankhah W 4-0 | Meruzhan Zadoyan W 5-0      | NQ                | brąz    |
| Sebastian Jezierzański | -84 kg      | Islam Doudaiev W 4-0    | Éric Gabin Obougou A Maben W 4-0 | Andrei Victor Frant W 4-0 | —                      | —                           | Jordan Stee W 5-0 | złoto   |
| Kamil Wojciechowski    | -96 kg      | —                       | bye                              | Viktor Kazishvili P 1-4   | —                      | Milliere Quentin W 5-0      | NQ                | brąz    |

### Tenis stołowy
| Zawodnik                      | Konkurencja     | Eliminacje                   | Eliminacje                   | Ćwierćfinały             | Półfinały                   | Finał            | Finał   |
| Zawodnik                      | Konkurencja     | Przeciwnik Wynik             | Przeciwnik Wynik             | Przeciwnik Wynik         | Przeciwnik Wynik            | Przeciwnik Wynik | Pozycja |
| ----------------------------- | --------------- | ---------------------------- | ---------------------------- | ------------------------ | --------------------------- | ---------------- | ------- |
| Maja Krzewicka                | singel kobiet   | Faty Lombo Mwana Mbuta W 3:0 | Sanjana Ramaswamy W 3:0      | Hamsik Khachatryan W 3:0 | Cristina Alina Hîrici P 0:3 | NQ               | brąz    |
| Michał Bankosz                | singel mężczyzn | Said Sarbi W 3:0             | Hans Junior Rassengwet W 3:0 | Romain Lorentz P 2:3     | NQ                          | NQ               | –       |
| Maja Krzewicka Michał Bankosz | mikst           | –                            | Armenia · W 3:0              | Mauritius · W 3:0        | Rumunia · P 0:3             | NQ               | brąz    |
| Maja Krzewicka Michał Bankosz | zespół          | Gabon · W 2-0                | Seszele · W 2-0              | Kanada · W 2-1           | Francja · P 0-2             | NQ               | brąz    |